# Joseph Moretti
Pour les articles homonymes, voir Moretti.

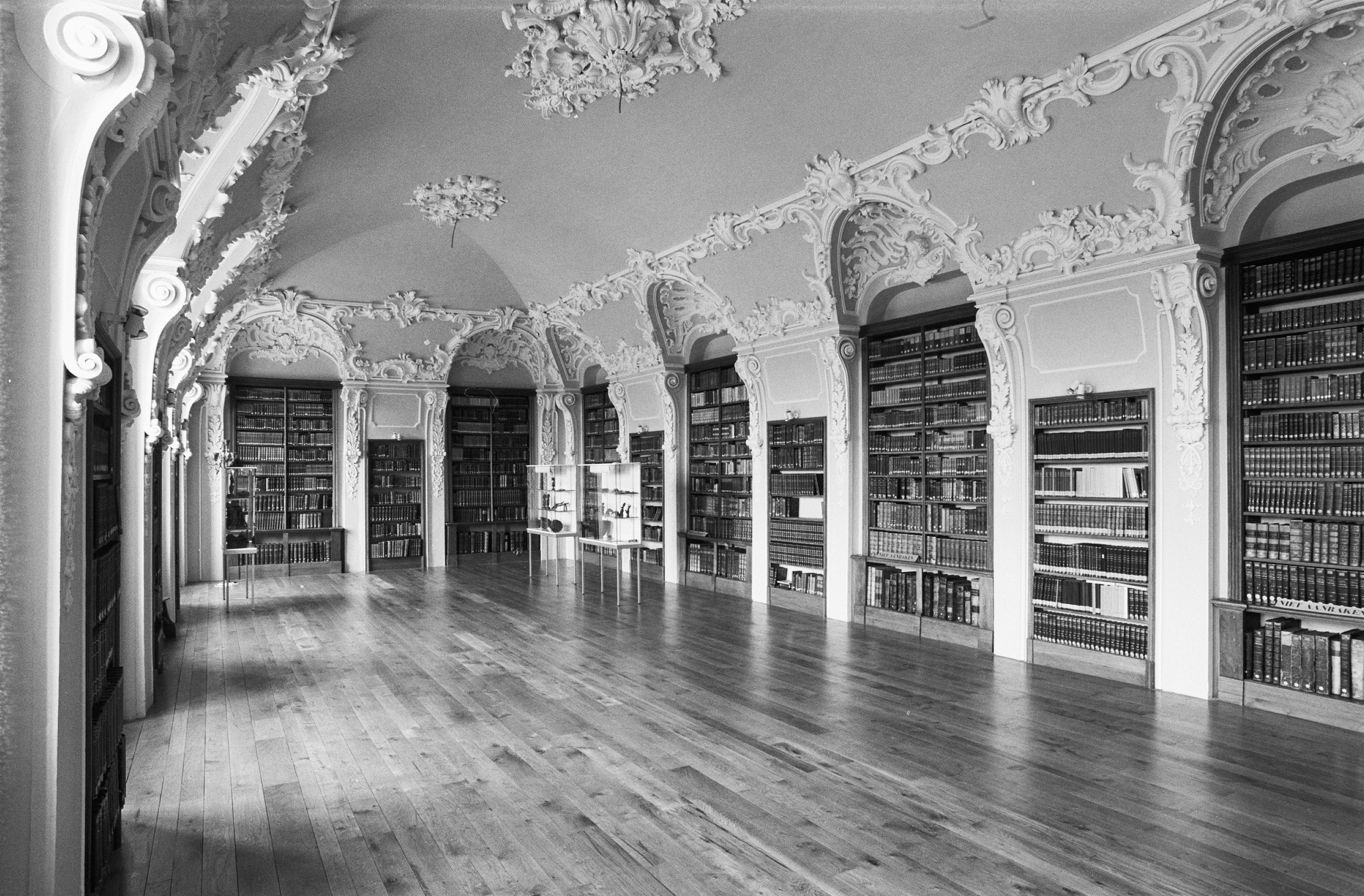
Bibliothèque de l'Abbaye de Rolduc.

Joseph Moretti (Milan ?, début du XVIIIe siècle - Aix-la-Chapelle, 1er mai 1793) est un architecte et stucateur allemand de la fin de l'époque baroque, qui a principalement travaillé dans le triangle urbain d'Aix-la-Chapelle - Liège - Maastricht. Avec Laurenz Mefferdatis et Johann Joseph Couven, il compte parmi les plus importants maîtres d'œuvre de l'architecture baroque du XVIIIe siècle de la Principauté épiscopale de Liège et des environs.
L'évêque de Liège est prince dans son territoire et Liège est une principauté ecclésiastique,,.
Aix la Chapelle, ville libre d'Empire, n'appartenait pas en droit à la principauté épiscopale de Liège, mais faisait néanmoins partie, jusque 1802, de l'évêché de Liège. De même pour d'autres seigneuries : Maastricht avait deux seigneurs, et était gouvernée en commun par l'évêque de Liège et les États généraux des Provinces-Unies.

## Biographie
Joseph Moretti serait né à Milan selon certaines sources, à Aix-la-Chapelle ou à Liège selon d'autres. Son année de naissance est inconnue. Il est peut-être le fils du stucateur décorateur Antoine (Giovanni Antonio) Moretti, originaire du village de Riva San Vitale en Suisse italienne, qui travailla avec Tomaso Vasalli à la décoration du château de la Belle-Maison à Marchin de 1726 à 1734, et, avec ses fils Paolo Antonio et Carlo Domenico Moretti, à la chapelle du Palais princier de Bruxelles (Palais de Charles de Lorraine?),.
Ses premières créations les plus importantes incluent la bibliothèque de l'abbaye de Rolduc dans le style rococo et la construction de la soi-disant chapelle hongroise ("Ungarnkapelle") à la cathédrale d'Aix-la-Chapelle, dans un style de transition entre le rococo et le néo-classicisme. Moretti a reçu commande en 1756 après que les travaux de la chapelle, conçus par Johann Joseph Couven en 1746, avaient déjà été interrompus en 1755.
À Vaals, il construit de 1761 à 1765 la maison annexe de l'usine textile du fabricant de draps Johann Arnold von Clermont, qui y déplace ses usines depuis Aix-la-Chapelle, après quoi il devient plus ou moins l'architecte permanent de cette famille de fabricants de textiles originaire d'Aix-la-Chapelle. À Vaals, on a une bonne image de l'œuvre de l'architecte Joseph Moretti, avec la maison Von Clermont, le château de Vaalsbroek, le mausolée du château de Vaalsbroek, le château de Bloemendal et l'obélisque qui marquait la limite des possessions des Von Clermont à Vaals.
À Aix-la-Chapelle, à part l' Ungarnkapelle, peu de bâtiments de sa main ont été conservés. Du Klosterrather Hof, la maison refuge d'Aix-la-Chapelle du monastère de Rolduc, il ne reste qu'un portail de pierre, qui a été déplacé. Sa propre maison dans la rue Annastrasse n'existe plus.
Joseph Moretti meurt le 1er mai 1793 et fut enterré dans une crypte de l'église Saint Foillan, à côté de la cathédrale d'Aix-la-Chapelle.

## Œuvres
- vers 1745 : Salon bleu d'Alden Biesen, Commanderie d'Alden Biesen, Bilzen
- 1754 : Bibliothèque rococo Abbaye de Rolduc, Kerkrade
- 1756 : Cathédrale Ungarnkapelle d'Aix-la-Chapelle
- 1761–65 : Maison Von Clermont, Vaals
- à partir de 1761 : Château de Vaalsbroek, Vaals
- 1768-71 : Église Saint-Hubert, Lontzen
- 1773–76 : Église des Capucins (Eupen) (en partie)
- 1780 : Église Saint-Étienne, Montzen
- 1785-1786 : château de Wannegem-Lede : Murs signés en creux "J. et M. Moretti"
- 1786–95 : Château de Bloemendal, Vaals
- 1786 : Klosterrather Hof, Aix-la-Chapelle : seul reste le portail
- 1788 : Mausolée Von Clermont, Vaals
- 1790 (ou 1792) : Obélisque de Vaals

Œuvres attribuées à Moretti :
- 1777 : Cereshof ou D'r Bau, Tentstraat, Vaals
- 1790 : Kirchfeldhoes, aussi appelé Altes Kurhaus ou Binterimse Huis, Vaals
- Reconstruction De Esch, Vaals

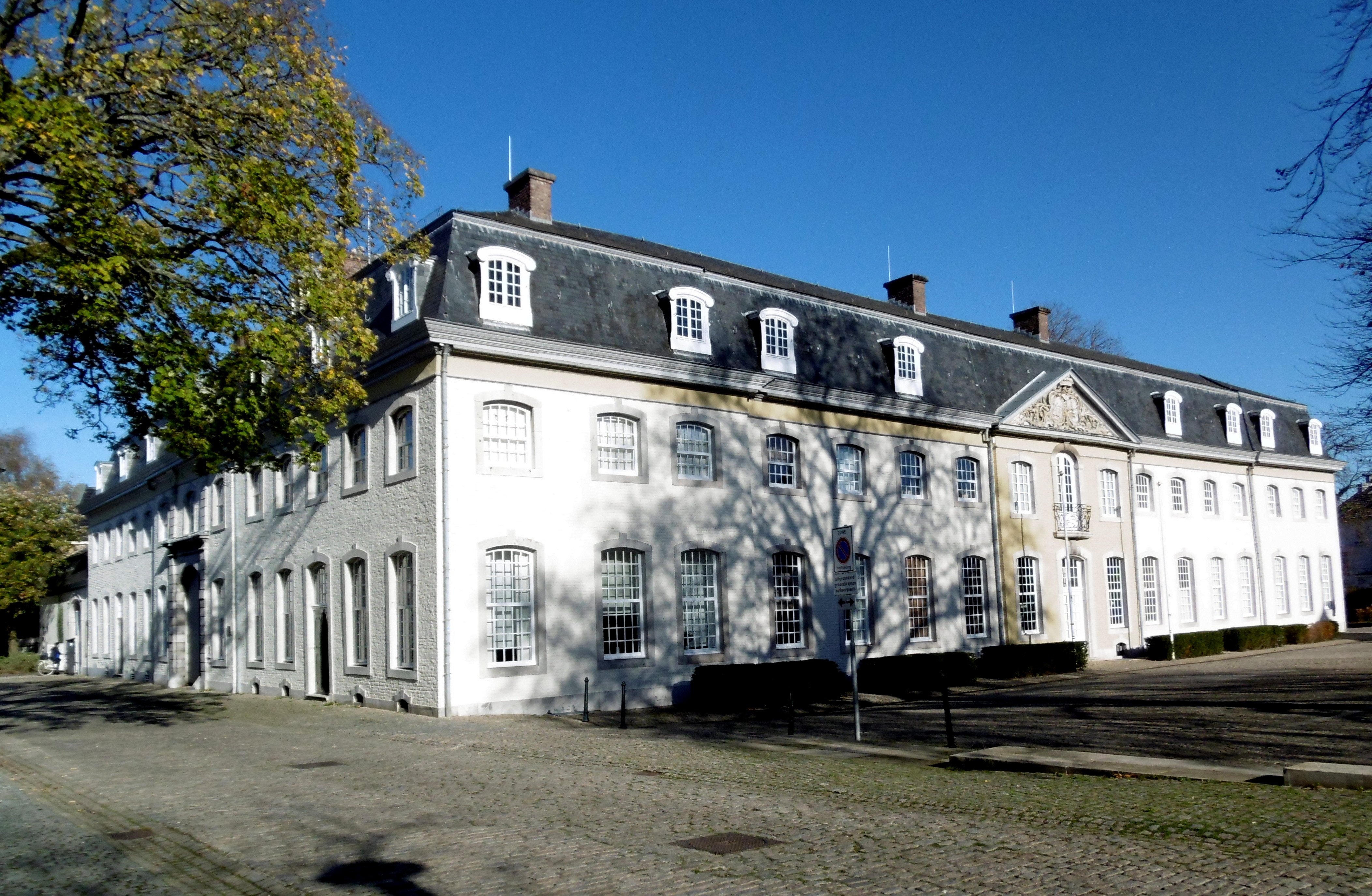
Maison Von Clermont, Vaals
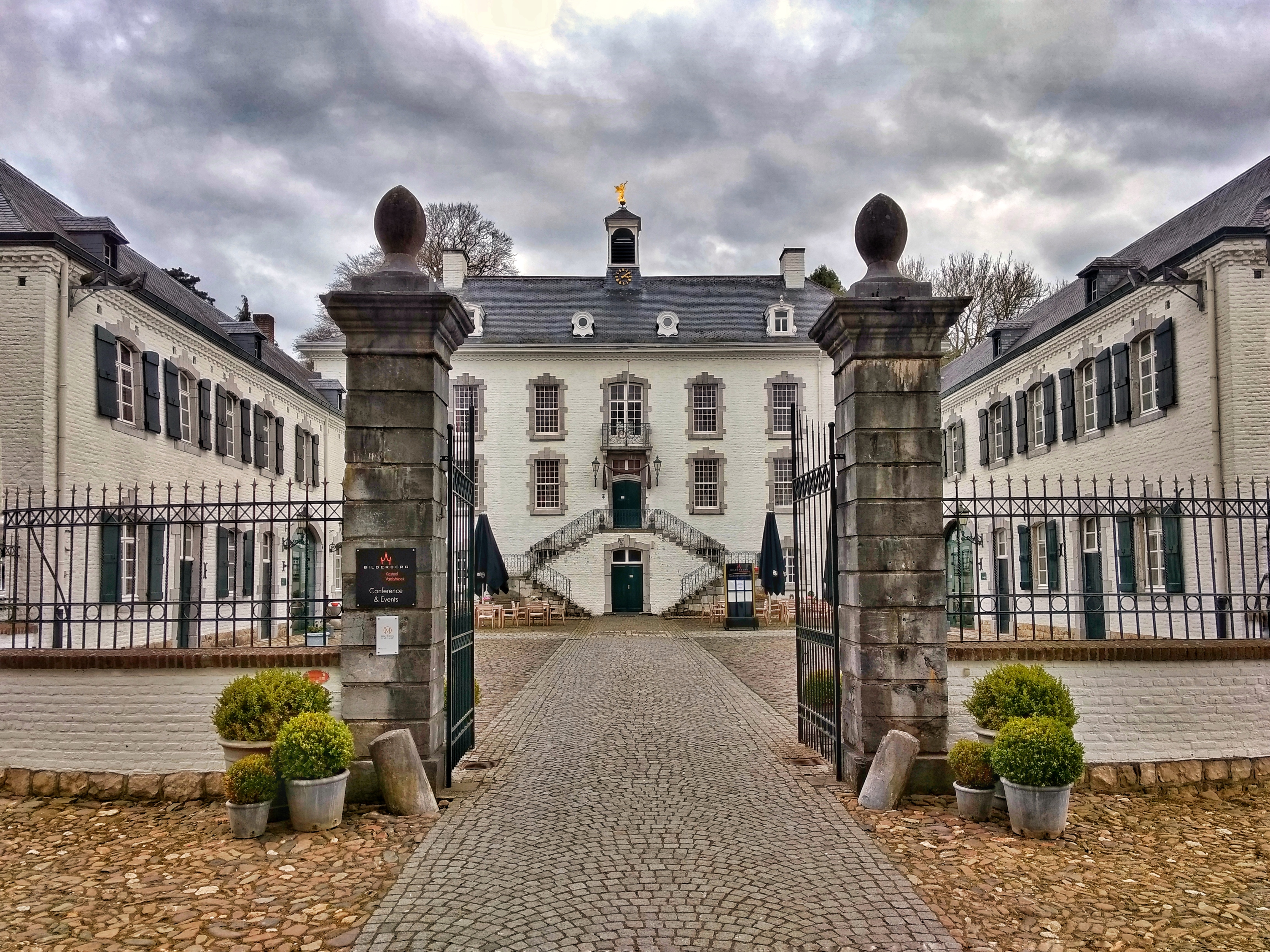
Château de Vaalsbroek, Vaals
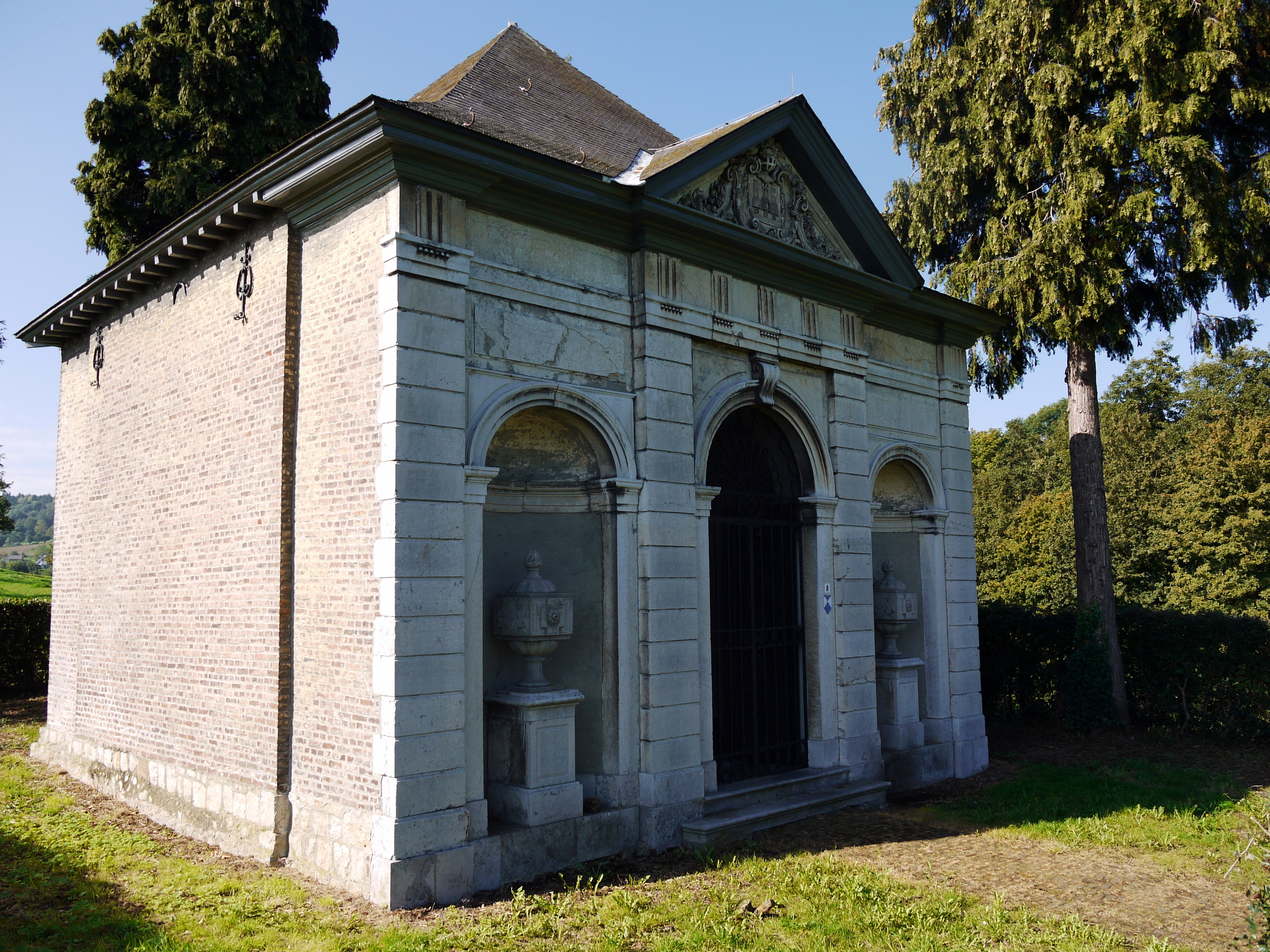
Mausolée Von Clermont, Vaals
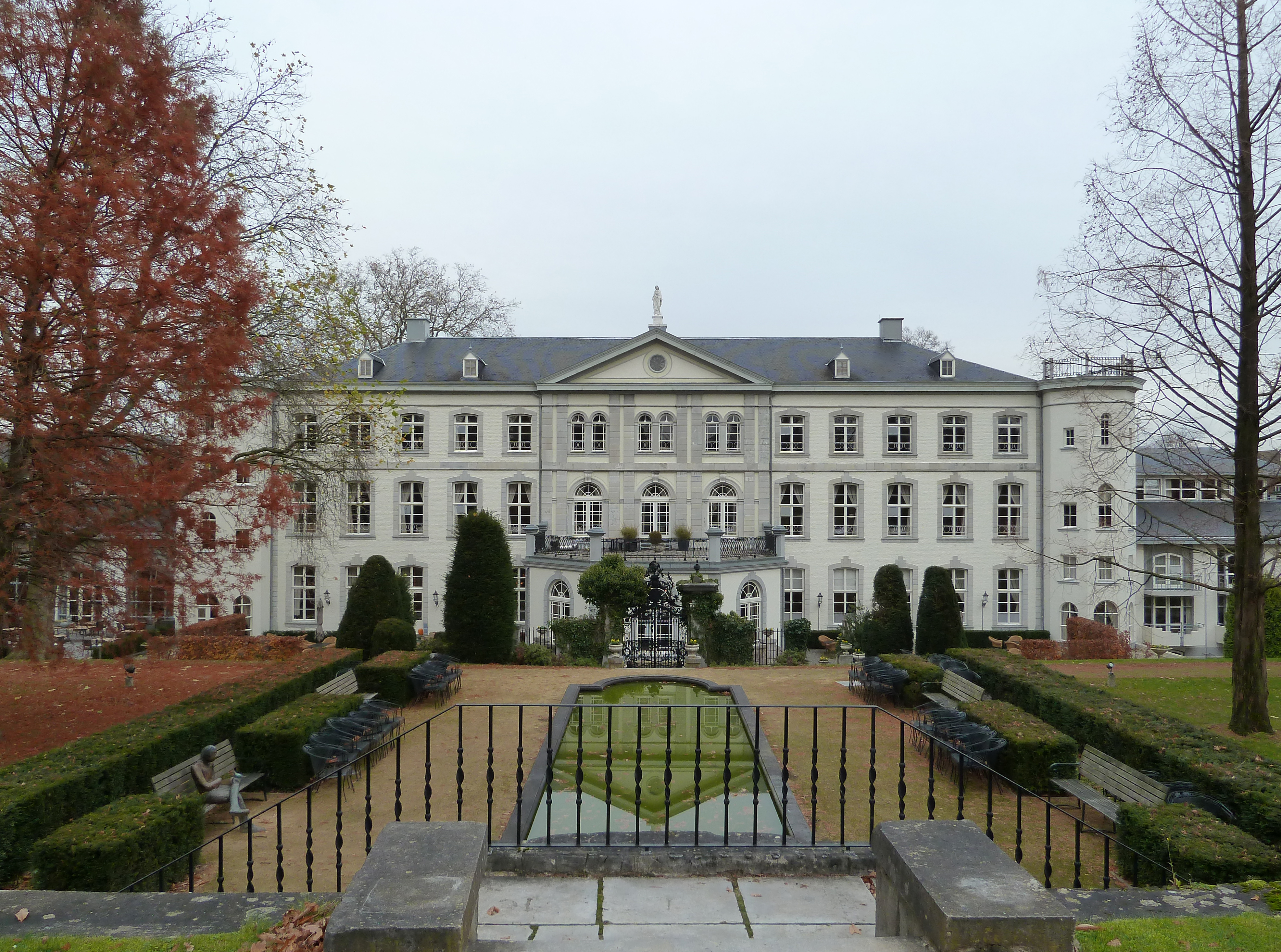
Château de Bloemendal, Vaals
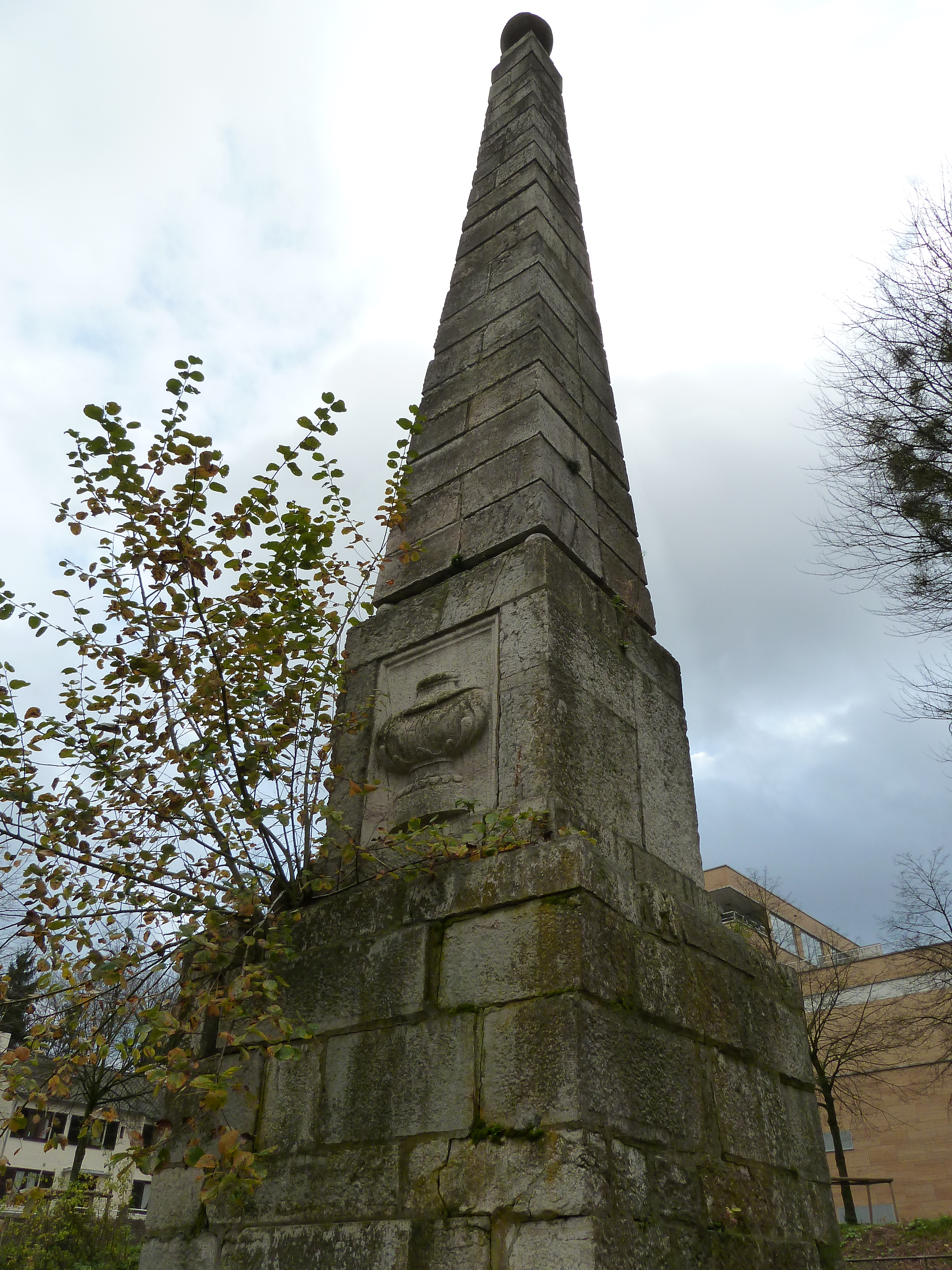
Obélisque, Vaals
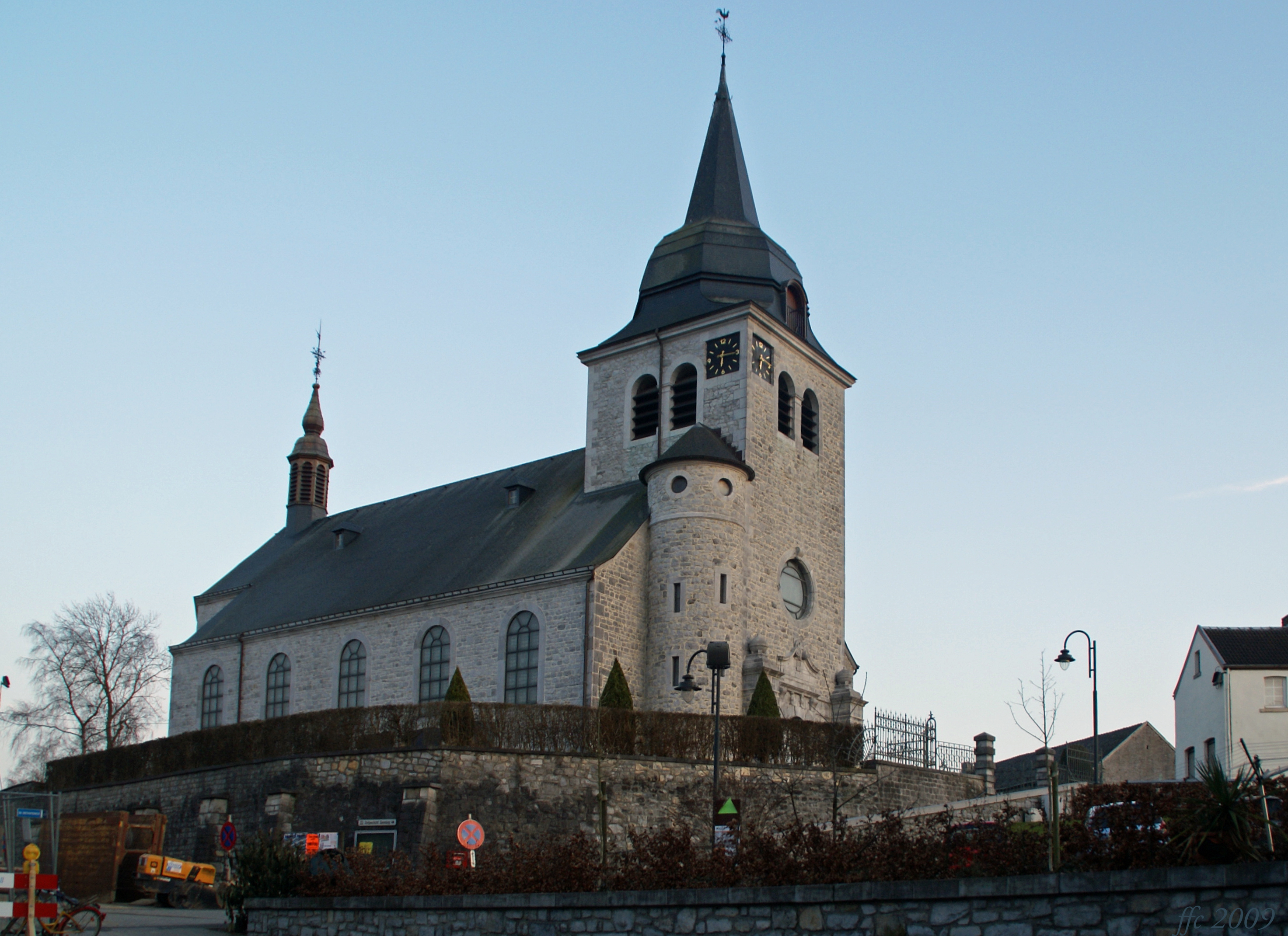
Église Saint-Hubert, Lontzen
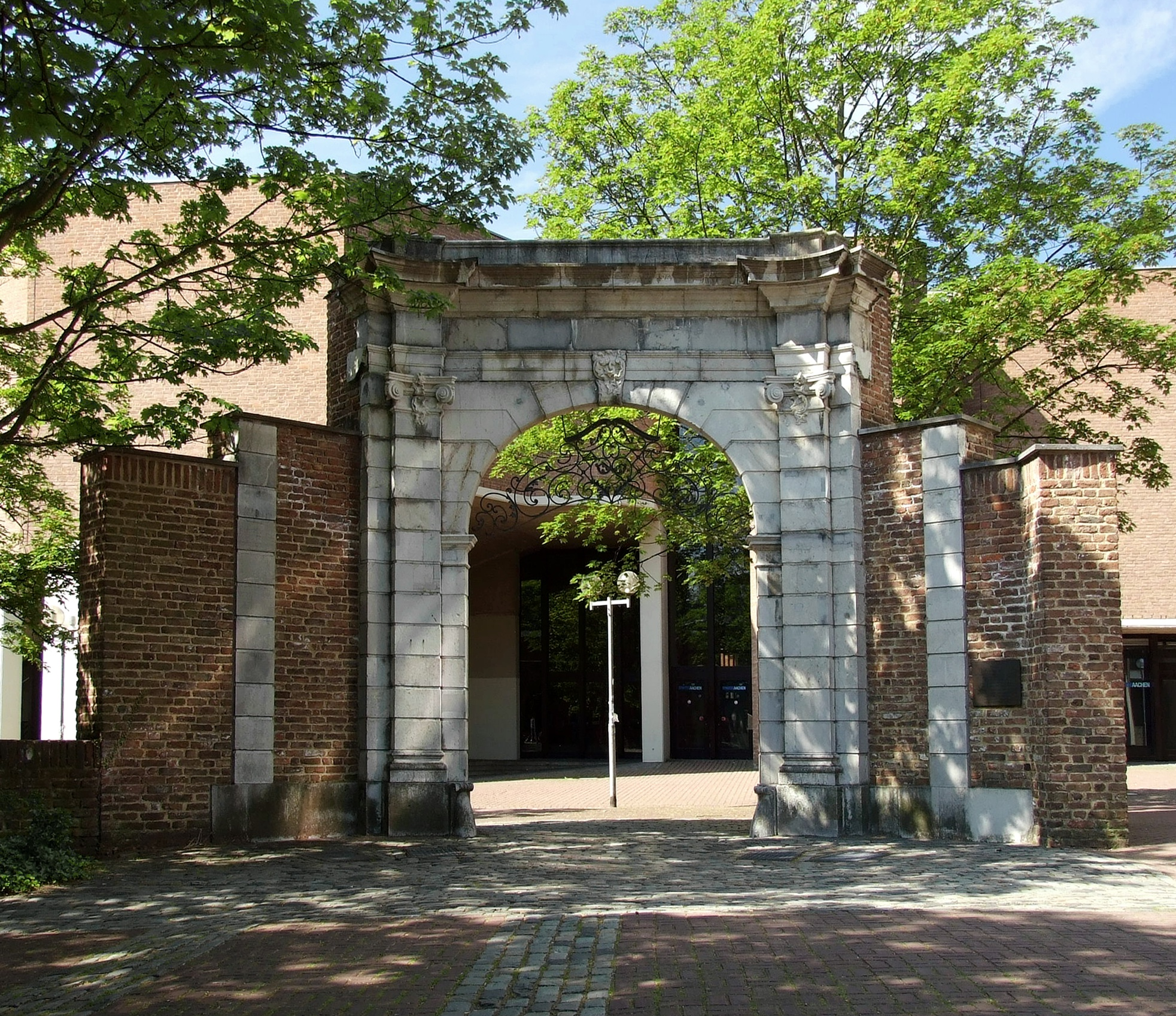
Portail Klosterather Hof, Aix-la-Chapelle